# Деррик, Ноэл
Но́эл Э́двард Де́ррик (англ. Noel Edward Derrick, 5 июля 1926, Сидней, Австралия — 25 декабря 2018, Мельбурн, Австралия) — австралийский хоккеист, нападающий. Участник зимних Олимпийских игр 1960 года.

## Биография
Ноэл Деррик родился 5 июля 1926 года в австралийском городе Сидней.
Происходил из футбольной семьи. Начал заниматься хоккеем с шайбой во время Второй мировой войны. После её окончания в течение сезона выступал за «Вестерн Сабёрбз» в чемпионате штата Виктория, после его оставшуюся часть 30-летней карьеры провёл в «Блэкхокс» из Мельбурна. В их составе десять раз становился чемпионом Австралии (1951—1955, 1961—1962, 1965—1967).
В 1960 году вошёл в состав сборной Австралии по хоккею с шайбой на зимних Олимпийских играх в Скво-Вэлли, занявшей 9-е место. Играл на позиции нападающего, провёл 6 матчей, забросил 2 шайбы в ворота сборной Японии.
Также выступал за сборную Австралии в квалификационном турнире зимних Олимпийских игр 1964 года.
Ещё во время игровой карьеры в середине 50-х начал работать тренером «Блэкхокс».
В 2000 году участвовал в эстафете олимпийского огня летних Олимпийских игр в Сиднее.
Умер 25 декабря 2018 года в Мельбурне.